# Stenopogon laevigatus
Stenopogon laevigatus là một loài ruồi trong họ Asilidae. Stenopogon laevigatus được Loew miêu tả năm 1851.